# 1986년 선댄스 영화제
제2회 선댄스 영화제는 1986년 1월 17일에 열린 시상식이다.

## 수상 및 후보

### 심사위원대상(미국 드라마)
- 커니의 성인식 - 조이스 초프라 수상
- The Cosmic Eye - 페이스 허블리
- 데저트 하츠 - 도나 다이치
- 딤 섬 - 웨인 왕
- 천국에서의 6분 - 린다 피머맨
- Static - 마크 로마넥

### 심사위원대상(미국 다큐멘터리)
- 밀담 - 크리스찬 블랙우드 수상
- Contrary Warriors: A Film of the Crow Tribe - 파멜라 로버츠
- Einstein on the Beach: The Changing Image of Opera - Mark Obenhaus
- Growing Up with Rockets - Nancy Yasecko
- Huey Long - Ken Burns
- In Her Own Time - Lynne Littman
- Louie Bluie - 테리 즈위고프
- 마더 오브 프라자 드 마요 - 수잔나 브라우스타인 무노즈 외1명
- Nicaragua Was Our Home - Lee Shapiro
- Rate It X - Lucy Winer, Paula De Koenigsberg
- The Return of Ruben Blades - Robert Mugge
- Stripper - 제롬 게리
- Troupers - Claudia Vianello, Glenn Silber
- Wildcatter: The Story of Texas Oil - Robert Tranchin
- You Got to Move - Lucy Massie Phenix,  Veronica Selver

### 심사위원특별상(미국 드라마)
- 천국에서의 6분 - 린다 피머맨 수상

### 심사위원특별상(미국 다큐멘터리)
- 마더 오브 프라자 드 마요 - 수잔나 브라우스타인 무노즈 외 1인 수상

### 특별언급상
- 데저트 하츠 - 도나 다이치 수상